# Maria Rita Silvestrelli
Maria Rita Silvestrelli (Perugia, 18 febbraio 1960) è una storica dell'arte italiana.

## Biografia
Allieva di Pietro Scarpellini, si è laureata all'Università di Perugia; 
borsista tra il 1987 e 1988 presso la Fondazione di Studi di Storia dell'Arte Roberto Longhi, si specializza nel 1994 in archeologia e storia dell'arte all'Università degli Studi di Siena, conseguendo nel 2002 il Dottorato di ricerca in storia dell'arte. Dal 1985 insegna all'Università per stranieri di Perugia dove coordina anche corsi di formazione per insegnanti e corsi speciali di storia dell'arte.
I suoi studi tendono all'approfondimento di argomenti storico-artistici condotti con particolare attenzione alla rilettura delle fonti d'archivio. Ha dedicato numerosi lavori alla piazza di Perugia e ai suoi monumenti rimettendo in luce le varie fasi costruttive del Palazzo dei Priori.
Ha scritto ancora sulla cattedrale di San Lorenzo, sull'acquedotto di Montepacciano, la Fontana Maggiore di Nicola e Giovanni Pisano e quella frammentaria di Arnolfo di Cambio. Altri contributi indagano le architetture medievali e rinascimentali, come i palazzi pubblici di Todi, le chiese francescane di Montefalco e Montone, fino alla più antica sede della Università di Perugia.
Si è occupata di pittura del Quattrocento con interventi più approfonditi su artisti tardogotici come Ottaviano Nelli, Gentile da Fabriano, Pellegrino di Giovanni e Mariotto di Nardo. Insieme a Pietro Scarpellini ha scritto un volume monografico su Pinturicchio nel 2003. Ha fatto parte del comitato scientifico delle Mostre umbre dedicate a Arnolfo di Cambio nel 2005 e a Pintoricchio nel 2008, partecipando alla redazione dei cataloghi con schede e saggi.

## Opere principali
- Ottaviano di Martino Nelli, pp. 50; 84; 111; 116-119; Seguace di Giovanni di Corraduccio, p. 194, in Iconografia musicale in Umbria nel XV secolo, a cura di P.M. Della Porta, C.Fratini, E.Genovesi, E.Lunghi, Assisi 1987
- L'edilizia pubblica del Comune di Perugia: dal "Palatium comunis" al “Palatium novum populi", in Società e istituzioni dell'Italia comunale: L'esempio di Perugia (secoli XII-XIV), Atti del Congresso Storico Internazionale (Perugia 6-9 novembre 1985) II, Perugia 1988, pp. 482–604.
- Bartolomeo da Miranda, Nicola di Ulisse, Nicolò di Liberatore, Giovanni di Corraduccio, Pellegrino di Giovanni, Lello da Velletri, Orvieto, Perugia, in Dizionario della Pittura e dei Pittori, ad vocem, Einaudi, Torino (1989-1994).
- Il castello di San Lorenzo in Una città e la sua cattedrale. Il Duomo di Perugia, Atti del Convegno di studio (Perugia 26-29 settembre 1988), Perugia 1992, pp. 173–182.
- Pittori perugini del XIV secolo, in Galleria Nazionale dell'Umbria. Dipinti sculture e ceramiche: studi e restauri, a cura di C.Bon Valsassina e V.Garibaldi, Arnaud, Firenze, 1994, pp. 183–184.
- "Super aquis habendis in civitate". L'acquedotto di Montepacciano e la fontana maggiore in C.Santini (a cura di) Il linguaggio figurativo della Fontana Maggiore di Perugia, Atti del Convegno di Studi sulla Fontana Maggiore (Perugia, 14-16 febbraio 1995), Calzetti - Mariucci, Perugia 1996, pp. 73–161
- La storia del Palazzo, in Il Palazzo dei Priori di Perugia, a cura di F.F. Mancini, Quattroemme, Perugia 1997, pp. 19–49
- Grandi cantieri e palazzi pubblici. L'esempio di Perugia, in "Pouvoir et édilité. Les grands chantiers dans l'Italie communale et seigneuriale. Études réunies par Élisabeth Crouzet-Pavan" Ėcole Française de Rome, 2003, pp. 105–158.
- Pintoricchio con Pietro Scarpellini, Motta Editore, Milano 2003
- Acqua per la città. Lo spazio perduto della fontana di Arnolfo, in Arnolfo di Cambio. Una rinascita nell'Umbria medievale, Catalogo della mostra a cura di V.Garibaldi, B.Toscano, Silvana Editoriale, Cinisello Balsamo 2005, pp. 113–119.
- La fontana di Arnolfo, in Arnolfo di Cambio. Una rinascita nell'Umbria medievale, Catalogo della mostra a cura di V.Garibaldi, B.Toscano, Silvana Editoriale, Cinisello Balsamo 2005, pp. 206–208.
- Maestro del 1274. Grifo. Leone in Arnolfo di Cambio. Una rinascita nell'Umbria medievale, Catalogo della mostra a cura di V.Garibaldi, B.Toscano, Silvana Editoriale, Cinisello Balsamo 2005, pp. 222–225
- Perugia al tempo di Gentile. Artisti, botteghe, committenti, in Intorno a Gentile da Fabriano e a Lorenzo Monaco. Nuovi studi sulla pittura tardogotica, Atti del Convegno Fabriano, Foligno, Firenze, (31 maggio- 3 giugno 2006), a cura di A.De Marchi, Sillabe, Livorno 2008, pp 169–186.
- L'area di piazza Grimana dall'età medievale alla costruzione del palazzo, in Palazzo Gallenga, a cura di P. Belardi, Quattroemme, Perugia, 2008, pp. 27–38.
- Raphael and Urbino, (recensione) in The Burlington Magazine, CLI, 1276, 2009, pp. 494–496

| Controllo di autorità | VIAF (EN) 341145970422232252948 · SBN UM1V006911 |